# London Review of Books
La London Review of Books, abrégé par le sigle LRB, est un magazine littéraire et politique bimensuel britannique.
Elle a été fondée en 1979, au cours de la grève qui empêcha la parution du Times pendant 50 semaines, entre décembre 1978 et novembre 1979. Ses fondateurs étaient Karl Miller, alors professeur d'anglais à l'University College de Londres, Mary-Kay Wilmers, auparavant rédactrice au Times Literary Supplement, et Susannah Clapp, une ancienne rédactrice de la maison d'édition Jonathan Cape. La London Review of Books est d'abord parue, pendant les six premiers mois de son existence, en encart du magazine The New York Review of Books, avant de devenir une publication indépendante en mai 1980. Elle a fait de la critique systématique de la politique et des affaires sociales sa ligne éditoriale,.
À la différence du Times Literary Supplement, la majorité des articles qu'elle publie (environ quinze par numéro) sont des essais souvent longs ; néanmoins, dans chaque édition, un certain nombre d'entre eux ne sont pas des comptes-rendus de livres mais des articles plus courts traitant de films ou d'expositions.
En 1992, Mary-Kay Wilmers a succédé à Karl Miller au poste de rédactrice en chef.

## Collaborateurs notoires
1. Tariq Ali
2. Martin Amis
3. John Mearsheimer
4. Stephen Walt
5. Benedict Anderson
6. Perry Anderson
7. John Ashbery
8. Andrew Bacevich
9. Julian Barnes
10. Alan Bennett
11. Tony Blair
12. Anita Brookner
13. Angela Carter
14. Stanley Cavell
15. Bruce Chatwin
16. Terry Eagleton
17. William Empson
18. Paul Farmer
19. Jerry Fodor
20. Martha Gellhorn
21. Stephen Greenblatt
22. Mark Greif (en)
23. Christopher Hitchens
24. Eric Hobsbawm
25. Frank Kermode
26. Colin Kidd
27. India Knight (en)
28. Tony Judt
29. John Lanchester
30. Hilary Mantel
31. Wyatt Mason (en)
32. Tom Nairn (en)
33. Andrew O'Hagan
34. Tom Paulin (en)
35. Nicholas Penny
36. Adam Phillips (en)
37. Lorna Sage (en)
38. Edward Said
39. Elaine Showalter
40. Richard Rorty
41. Jacqueline Rose
42. Mark Rudman (en)
43. Salman Rushdie
44. Iain Sinclair
45. Susan Sontag
46. Ernest Sackville Turner (en)
47. Marina Warner
48. James Wood
49. Slavoj Žižek

## Anthologies
- 1981 : London Review of Books : Anthology One (préf. Karl Miller), Londres, Junction Books, 307 p. (ISBN 978-0-86245-045-8, 0-86245-046-2 et 0-86245-045-4)
- 1985 : London Reviews : A Selection from the London Review of Books, 1983-1985 (préf. Karl Miller), Londres, Chatto & Windus, 1985, 222 p. (ISBN 978-0-7011-2988-0 et 0-7011-2988-3)
- 1996 : London Review of Books : An Anthology (préf. Alan Bennett), Londres et New York, Verso, 1996, 297 p. (ISBN 1-85984-860-5 et 1-85984-121-X, lire en ligne)
- 2006 : "They Call Me Naughty Lola" : Personal Ads from the London Review of Books, New York, Scribner, 165 p. (ISBN 978-1-4165-4029-8 et 1-4165-4029-6) ; Profile Books, Londres  (ISBN 1-86197-829-4)